# Sentenac-de-Sérou

Sentenac-de-Sérou este o comună în departamentul Ariège din sudul Franței. În 1 ianuarie 2022 avea o populație de 47 de locuitori.